# Polygala cornuta
Polygala cornuta es una especie de planta fanerógama perteneciente a la familia Polygalaceae, conocida por el nombre común polygala de la sierra. 

## Distribución y hábitat
Es nativa de muchas de las sierras de California y el norte de Baja California, donde crece en los tipos de hábitats locales, tales como el chaparral y el bosque. 

## Descripción
Es una hierba perenne rizomatosa o arbusto, conocido por superar los 2 metros de altura máximo, con las ramas en difusión o en crecimiento erecto. Las hojas son lineales, en forma de lanza, o estrechamente ovales, de hasta 6,5 centímetros de largo, y ampliamente espaciadas a lo largo de las ramas. La inflorescencia es una breve selección de flores que varían en color desde el blanco verdoso o amarillento a rosado. Cada una tiene dos sépalos laterales como alas, y la quilla del pétalo central se inclina con un pico corto. El fruto es una cápsula marrón aplanada. 

## Taxonomía
Polygala cornuta fue descrita por Albert Kellogg y publicado en Proceedings of the California Academy of Sciences 1: 62. 1855.
Etimología
Polygala: nombre genérico que deriva del griego y significa
"mucha leche", ya que se pensaba que la planta servía para aumentar la producción de leche en el ganado.
cornuta: epíteto latíno que significa "con cuernos".
Sinonimia
- Polygala cornuta var. cornuta[4]